# Sant Just (Lleida)
Sant Just és una partida de l'Horta de Lleida, de Lleida.
D'economia eminentment agrícola, arbres fruiters sobretot, hom hi pot trobar alguna explotació ramadera.
A tocar del seu punt més alt, la Serra Llarga, l'Agència Catalana de Residus hi clausurà a principis del segle xxi l'antic abocador municipal controlat de Serrallarga, on des de mitjan segle xx s'hi emmagatzemaven els residus generats per gran part del terme municipal de Lleida. Dita clausura convertí l'espai en un gran parc públic.
Limita:
- Al nord amb la partida de Les Torres de Sanui.
- Al nord-est amb la partida de Vallcalent.
- A l'est amb la partida d'Empresseguera.
- Al sud-est amb la partida de Caparrella.
- Al sud amb la partida de Malgovern.
- A l'oest amb el terme municipal d'Alcarràs.